# Brevísima relación de la destrucción de las Indias
La Brevísima relación de la destrucción de las Indias (en français : Très bref rapport ou Très brève relation de la destruction des Indes) est un livre écrit à partir de 1539 par le frère dominicain Bartolomé de las Casas et publié en 1552. Dans celui-ci, las Casas s'efforce de dénoncer les effets néfastes de la colonisation des Amériques par les Espagnols  et de la mise en esclavage des peuples indigènes. L'œuvre de Las Casas se veut polémique, ses récits contiennent de nombreuses exagérations et présentent les événements historiques sous un angle souvent manichéen. Elle a été amplement commentée au cours des siècles et a ainsi contribué à forger la Légende noire espagnole.

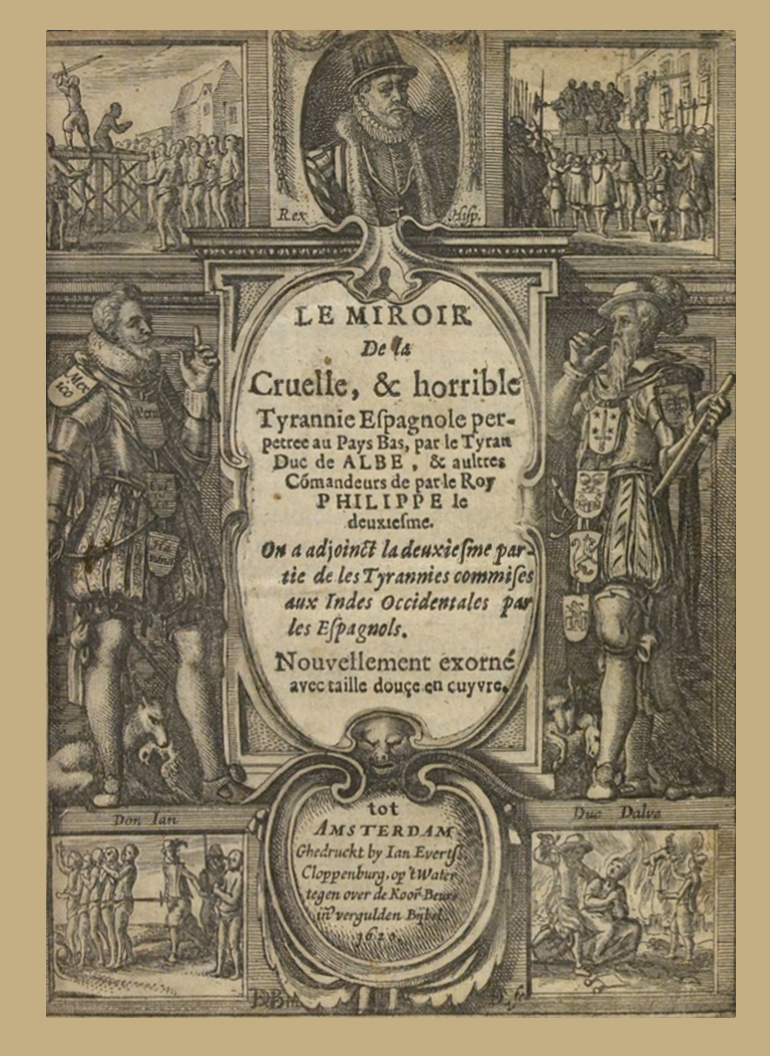
Le miroir de la cruelle et horrible tyrannie espagnole perpétrée aux Pays-Bas par le tyran duc d'Albe et autres commandants du roi Philippe II, 1620.

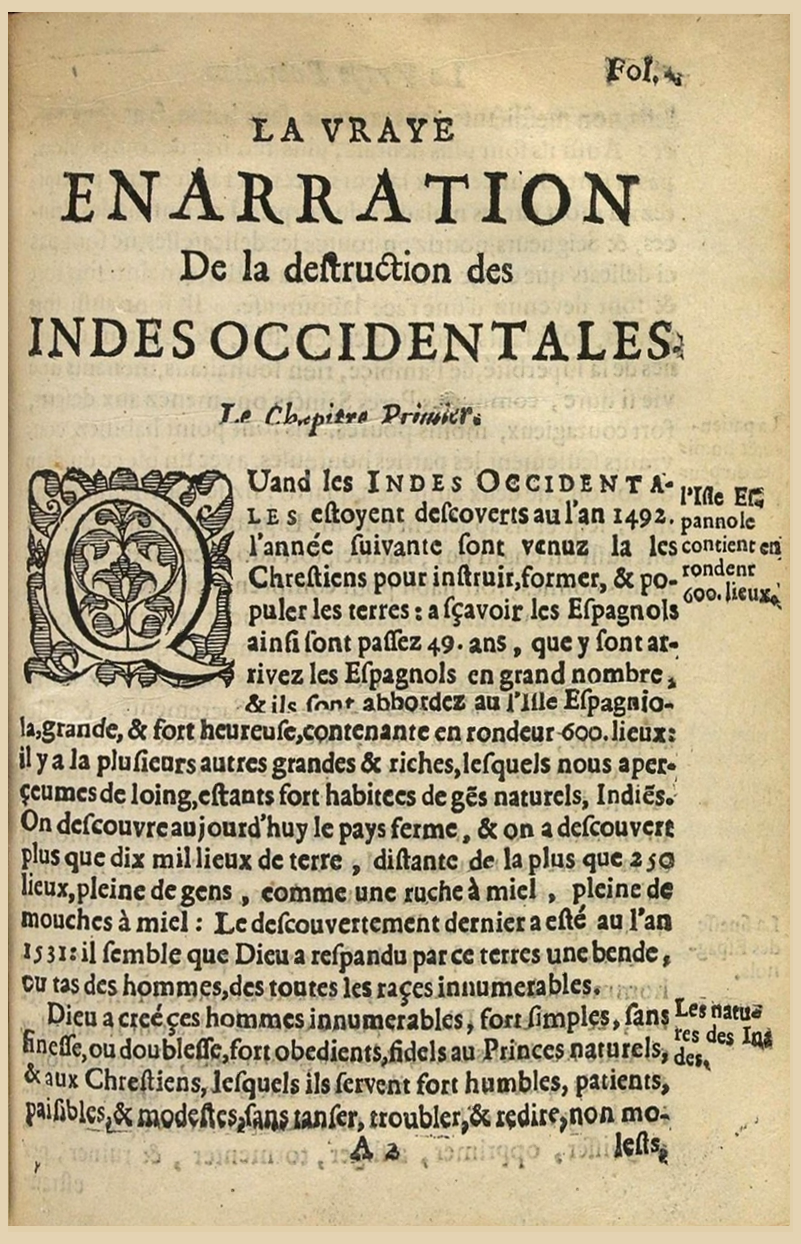
Traduction illustrée en français, 1620.

## Présentation
La Brevísima est dédiée au prince Philippe (futur Philippe II d'Espagne), alors chargé par son père l'empereur Charles Quint des affaires des Indes. Las Casas souhaitait grâce à son livre informer le futur roi d'Espagne des injustices et méfaits commis selon lui par les Espagnols en Amérique.

### Contexte biographique
Las Casas arriva aux Antilles au cours des premières années de la colonisation espagnole. Après avoir été encomendero (colon dirigeant une encomienda), il entra chez les dominicains et devint paradoxalement l'un des plus tenaces défenseurs des droits des Amérindiens. Il avait été témoin, et dans une certaine mesure acteur, de la catastrophe démographique qui conduisit aux déclins et à la destruction de certains peuples autochtones comme les Taïnos ou les Caraïbes.

### Rédaction et impression

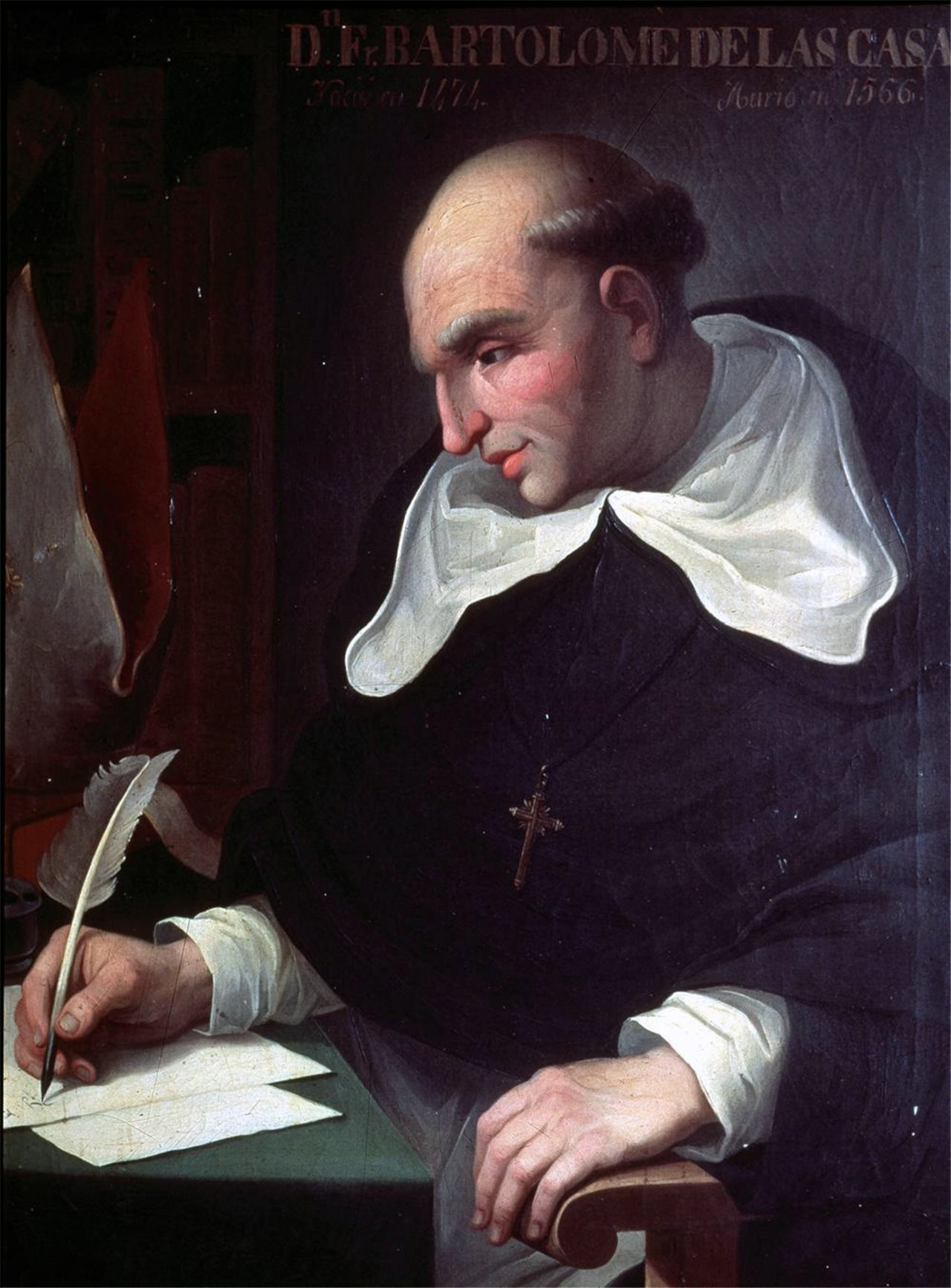
Bartolomé de Las Casas, auteur de la Brevísima relación de la destrucción de las Indias.

Las Casas commença la rédaction de la Brevísima à Mexico vers 1539. Plus tard, il rentra en Espagne dans le but de recruter de nouveaux missionnaires, étudia à l'université de Salamanque, et fit la connaissance de Francisco de Vitoria. En décembre 1542, alors à Valence, il acheva une première version. Un manuscrit autographe de celle-ci est conservé à l'Archivo Histórico de la Provincia de los Dominicos de Aragón, à Valence. Ce qui était probablement un résumé de l'œuvre fut lu à Charles Quint puis, publiquement, à une assemblée tenue à Valladolid, la même qui promulgua quelques mois plus tard les Leyes Nuevas, visant à la préservation des indigènes des abus des colons. En 1546, après l'échec de la mise en application de celles-ci, Las Casas ajouta quelques commentaires supplémentaires à l'ouvrage.
À partir de 1547, il l'augmenta encore de quelques paragraphes et tenta de faire imprimer une version très remaniée sous le pseudonyme de Bartomolé de la Peña. En 1552, il fit imprimer par Sebastián Trugillo à Séville, sous le titre généralement utilisé aujourd'hui et sans passer par une censure préalable, la première version, encore complétée d'un prologue, d'un « argument » (« argumento ») et d'un « extrait de lettre » (« Pedazo de carta ») en guise de conclusion.
L'œuvre ne connut de nouvelle édition espagnole qu'en 1646.

### Structure et style
Selon les critiques modernes, il faut voir dans la Brevísima l'œuvre d'un polémiste et non celle d'un historien.
Le livre est organisé en chapitres, qui présentent dans une succession chronologique les différentes étapes géographiques de la conquête, systématiquement accompagnée d'atrocités commises envers les autochtones. L'auteur se livre tout au long de son récit à des exagérations visant à conforter le point de vue qu'il défend. Le schéma narratif est identique pour tous les chapitres sans exception : au départ il y a une terre idyllique, fertile et densément peuplée d'hommes bons, qui accueillent les chrétiens avec de riches et nombreux présents ; puis les Espagnols arrivent, dévastent et détruisent tout. Les Indiens sont des brebis, l'Église et l'empereur leurs pâtres, et les conquistadores des loups.
De nombreux passages sont empruntés ou adaptés d'autres écrits ou commentaires de Las Casas, en particulier sa volumineuse Historia de las Indias. Dans la Brevísima, Las Casas s'efforce généralement de faire référence à d'autres documents pour assurer la véracité de ses récits, sans toutefois les citer la plupart du temps, comme il l'a fait dans d'autres écrits, sans doute afin d'en faciliter la lecture.
L'ouvrage n'est pas seulement un réquisitoire, mais aussi une série de propositions concrètes, complétées par un autre ouvrage présenté la même année en 1542 par Bartolomé de Las Casas au Conseil des Indes de Séville, Le mémorial des seize remèdes pour la réformation des Indes.

### Réception, influence et critiques

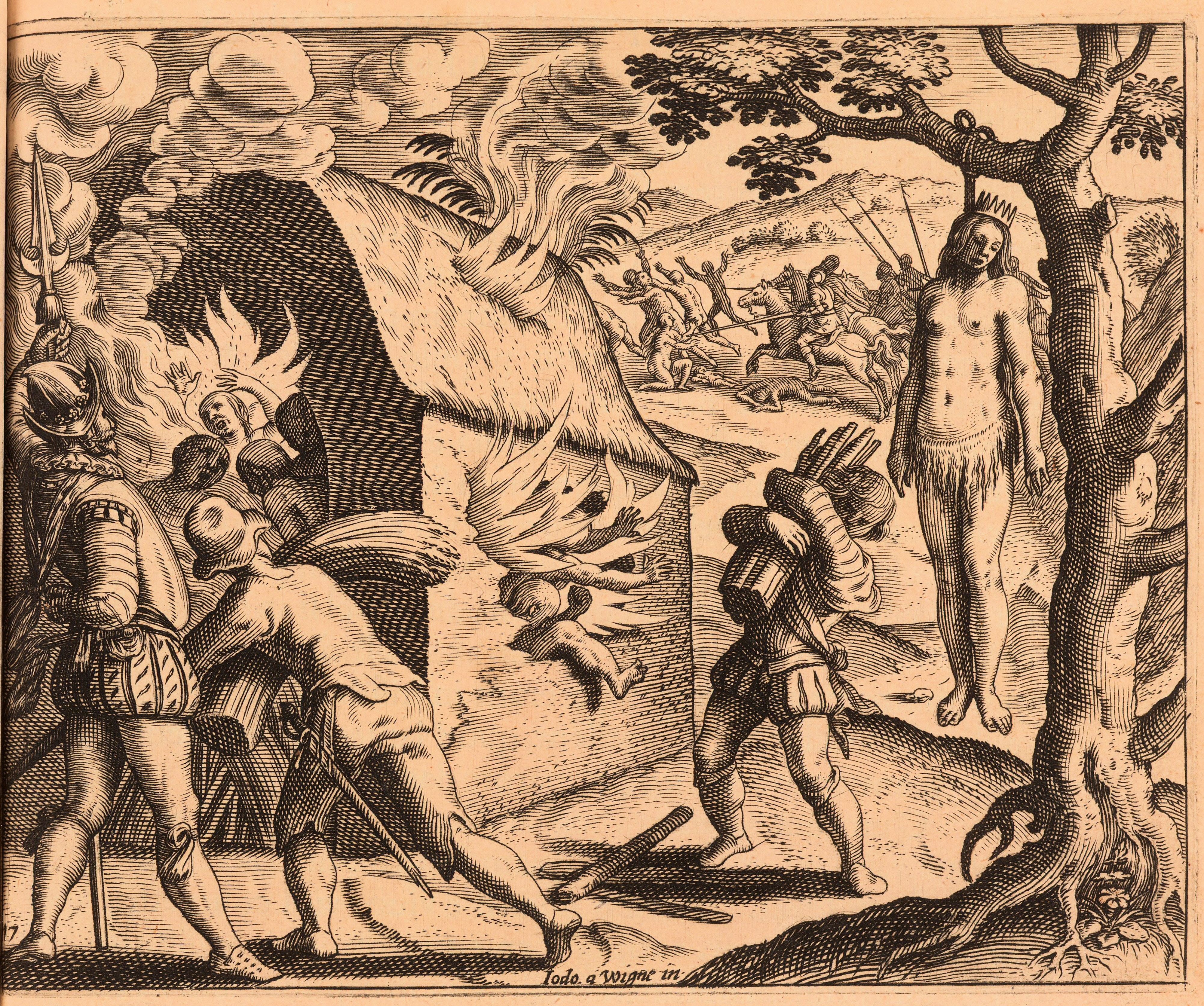
Le massacre de la reine Anacaona et de ses sujets. Gravure probablement de Jodocus van Winghe, publiée en 1598 dans la Brevísima relación. Les Espagnols brûlent un bâtiment plein d'Amérindiens; la noble amérindienne est pendue à un arbre. En arrière-plan, des Espagnols poursuivent à cheval les indigènes.

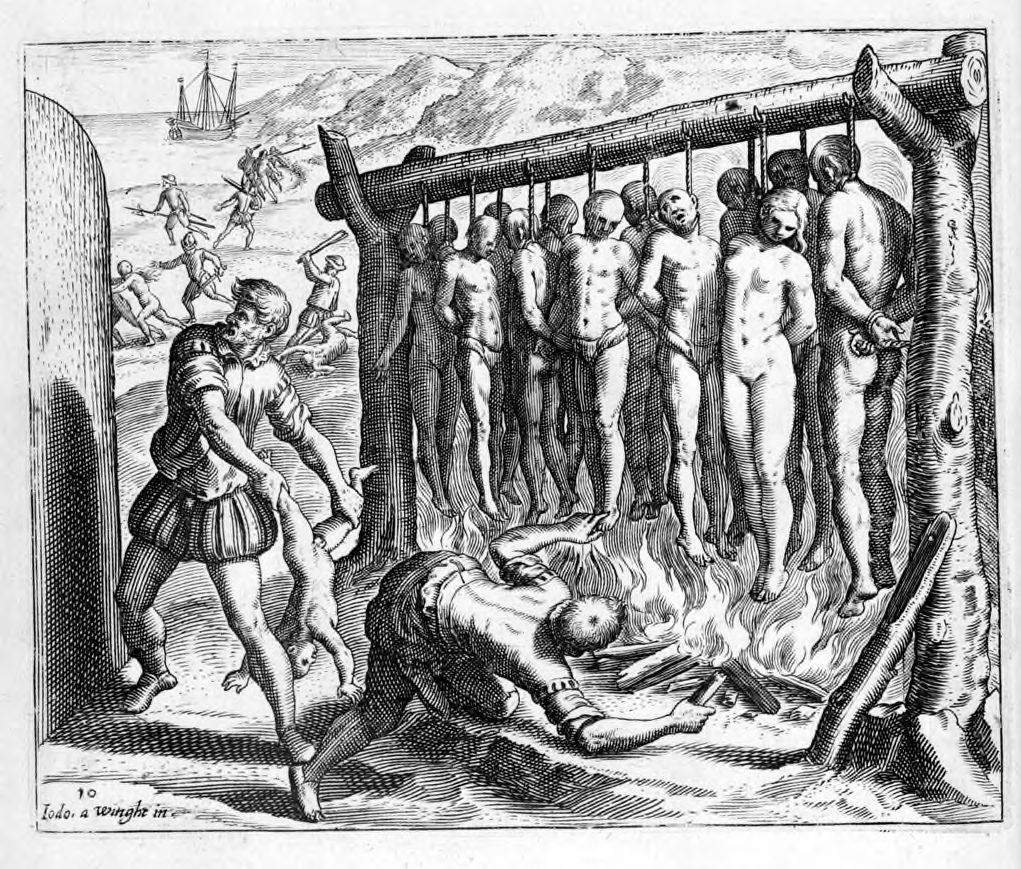
Illustration de Théodore de Bry (1528 – 1598) inspirée d'un passage de la Brevísima, décrivant des massacres supposés d'enfants amérindiens par les Espagnols.

Las Casas ne subit pas de représailles pour sa publication de la Brevísima. L'œuvre n'est mentionnée dans les documents relatifs à la censure qu'au milieu d'autres œuvres, pour la première fois dans une cédule royale du 21 septembre 1556. Certains se sont parfois appuyés sur ce fait pour prouver qu'il n'y avait pas eu en Espagne de censure pour les livres relatifs aux Indes. Les statistiques et des documents montrent au contraire qu'il y eut une censure, très virulente. Si la Brevísima a pu circuler, ce fut uniquement parce qu'elle correspondait à des idées que souhaitait mettre en avant, à l'époque, la couronne pour défendre ses intérêts. La couronne pensait en effet que l'évangélisation et la défense des droits des Indiens était un moyen de conserver un certain contrôle sur l'administration des territoires et sur des colons et conquistadores parfois amenés à commettre des abus par avidité personnelle, et privant par là-même la couronne de certains revenus potentiels. Se référant à eux, Las Casas termine l'œuvre en dénonçant : « Et sous couvert de servir le Roi des Espagnols en Amérique, ils déshonorent Dieu, et volent et détruisent le Roi ».
L'impression de la Brevísima fut réalisée grâce aux importantes sommes d'argent versées par la couronne à Las Casas pour les services rendus. Jusqu'au milieu de 1551, ce sont les régents Marie d'Espagne et son époux Maximilien (futur Maximilien II du Saint-Empire), tous deux favorables aux idées de Las Casas, qui gouvernent. C'est seulement quatre ans plus tard, avec la montée sur le trône de Philippe II et devant l'hostilité que suscita l'œuvre chez les Espagnols et les colons, que l'on ordonna de saisir tous les ouvrages n'ayant pas reçu d'autorisation royale expresse, parmi eux la Brevísima.
Toutefois, du temps même de Las Casas, l'œuvre fut vivement critiquée, et même certains défenseurs des Amérindiens contemporains comme Motolinia en vinrent à qualifier Las Casas de fou et prétentieux.
Le 13 décembre 1580, Guillaume d'Orange s'inspira de la Brevísima dans un discours prononcé devant les États généraux des Pays-Bas (Apologie contre la  proscription de Philippe II) contre le roi et l'Espagne à des fins de propagande idéologique, en dénonçant le massacre des indigènes.
Elle est rapidement traduite en d'autres langues : français (Anvers, 1578), néerlandais (1578), anglais, latin, italien, etc. La traduction allemande, de 1597, est accompagnée des gravures de Théodore de Bry inspirées par la Brevísima ; ce sera également le cas de nombreuses rééditions ultérieures à travers le monde. Certaines traductions sont remarquables par leurs propos et leurs révisions visant à faire adopter au texte un point de vue anti-espagnol, qui ne figure pas dans la version originale. C'est ainsi le cas de la version française : « Tyrannies et cruautés des Espagnols perpétrées ès Indes occidentales, qu'on dit le Nouveau Monde, brièvement décrites par l'évêque Barthélemy de Las Casas ou Casaus, de l'ordre de saint Dominique, traduites par Jacques de Migrode pour servir d'exemple et d'avertissement XVII provinces du pays », dans laquelle, par exemple, le terme « chrétiens » est systématiquement remplacé par « Espagnols » lorsqu’il s'agit de se référer à une exaction.
En 1659, treize ans après sa réédition, le livre fut inclus dans la liste de livres interdits par l'Inquisition espagnole.
Au XIXe siècle, les créoles, c'est-à-dire les propres descendants des conquistadores, reprirent les accusations et le discours de las Casas contre les Espagnols et la monarchie pour justifier leur volonté d'indépendance et construire une légitimité nationale en revendiquant l'héritage précolombien.
En 1898, une nouvelle édition de la Brevísima aux États-Unis a contribué à alimenter la dite Légende noire espagnole, alors que le pays se trouvait en guerre avec l'Espagne au cours de la Guerre hispano-américaine.

## Éditions
- 1552 - Bartolomé de Las Casas, Brevísima relación de la destrucción de las Indias (œuvre écrite), Séville, 1552.
- 1620 - Bartolomé de Las Casas, Johannes Gysius, La vraye Enarration De la destruction des Indes Occidentales (traduction), Jan Evertszoon Cloppenburch, Amsterdam, 1620.
- 1979  - (fr) Bartolomé de Las Casas, Très brève relation de la destruction des Indes, Traduction de Fanchita Gonzalez Battle, (introduction de Roberto Fernandez Retamar, La Havane, 9 juin 1976), Paris, librairie François Maspero, 1979 ; La Découverte/Maspero, 1983.
- 1995 - (fr) Bartolomé de Las Casas, La Destruction des Indes. Préface d'Alain Milhou, traduction de Jacques de Miggrode, gravures de Théodore de Bry et analyse iconographique de Jean-Paul Duviols, Chandeigne, 1995, nouvelle édition 2013.
- 1999 - (es) Bartolomé de las Casas (préf. Consuelo Varela), Brevísima relación de la destrucción de las Indias, Madrid, Castalia, coll. « Clásicos Castalia », 1999 (1re éd. 1552), 186 p. (ISBN 84-7039-833-4).
- 2006 - (fr) Las Casas, Très brève relation de la destruction des Indes, Traduction de Jacques de Miggrode, adaptée en français moderne et revue par Jérôme Vérain, Éditions mille et une nuits, 2006